# Choi Ye-na
Choi Ye-na, nota anche con lo pseudonimo di Yena (최예나?; Seul, 29 settembre 1999), è una cantante e attrice sudcoreana. È nota per essere stata un membro del gruppo femminile temporaneo Iz*One, che ha operato per 2 anni e mezzo ed è stato formato attraverso lo show di Mnet Produce 48. Attrice e solista sotto la Yuehua Entertainment, ha debuttato il 17 gennaio 2022 con l'EP Smiley.

## Discografia

### EP
- 2022 – Smiley
- 2022 – Smartphone
- 2024 – Good Morning

### Singoli
- 2023 – Love War
- 2023 – Hate XX
- 2024 – Nemonemo

## Filmografia

### Programmi televisivi
- Cooking Class (2017)
- Produce 48 (2018)
- Prison Life of Fools (2019)
- Fireworks Handsome (2021)
- Game of Blood (2021)
- Girls High School Mystery Class (2021-2022)
- Idol Dictation Contest (2021)
- Yena's Animal Detective (2021)

### Drama televisivi
- The World of My 17: Season 2 (2021)

### Radio
- Jeon Hyosung's Dreaming Radio (2021)

## Riconoscimenti
- Brand Customer Loyalty Award
  - Female Idol Entertainer (Daesang) (2021)